# Константин Кантемир
Константи́н Фёдорович Кантеми́р (молд. Константин Кантемир; 1612 — 1693) — господарь Молдавского княжества с 15 (25) июня 1685 по 27 марта 1693 года, отец Дмитрия и Антиоха Кантемиров.
Происходит из знаменитого рода Кантемиров, который согласно ЭсБиЕ ведёт свое начало от богатого татарина, принявшего христианство в 1540 г. и поселившегося в Молдавии.
Был вторым браком женат на своей родственнице, боярской дочери Анне Фёдоровне Бантыш (?—1667).

## Биография
После смерти отца, убитого турками, бежал в Польшу, где служил в войсках королей Владислава и Казимира; позже перешёл на службу в Валахию, затем в Молдавию. Ходили слухи, что он был из татарского рода, сын ногайского мурзы Кантемира, правителя Буджакской орды, убитого турками в 1637 году.
В 1673 году спас гарем султана Магомета IV, которым чуть не завладели поляки после Хотинской битвы. За это после низложения Думитрашку Кантакузина (25 июня 1685 года) К. Ф. Кантемир был назначен правителем Молдавии. Тогда ему было около 73 лет. Кантемир ввёл несколько новых налогов, пытался бороться с воровством и бандитизмом, установил дипломатические связи с Габсбургами.
Во время нашествий Яна Собеского в 1685 и 1686 Кантемир отказался примкнуть к нему открыто, но тайно помогал ему, когда Собеский вынужден был отступить после Боянской битвы.
Константин был неграмотным. В 1691 году, в результате интриг, он приказал казнить Мирона Костина, которого подозревал в желании захватить власть. Кантемир имел редкое для молдавских правителей счастье умереть на престоле, после 8-летнего управления.